# Квинцано-д’Ольо
Квинца́но-д’О́льо (итал. Quinzano d'Oglio, ломб. Quinsà) — коммуна в Италии, в провинции Брешиа области Ломбардия.
Население составляет 6531 человек (2011 г.), плотность населения составляет 311 чел./км². Занимает площадь 21 км². Почтовый индекс — 25027. Телефонный код — 030.
Покровителями коммуны почитаются святые мученики Фаустин и Иовита, празднование 15 февраля.

## Демография
Динамика населения:

## Администрация коммуны
- Официальный сайт: http://www.quinzano.it/ Архивная копия от 29 сентября 2007 на Wayback Machine